# Ducado de Cánovas del Castillo

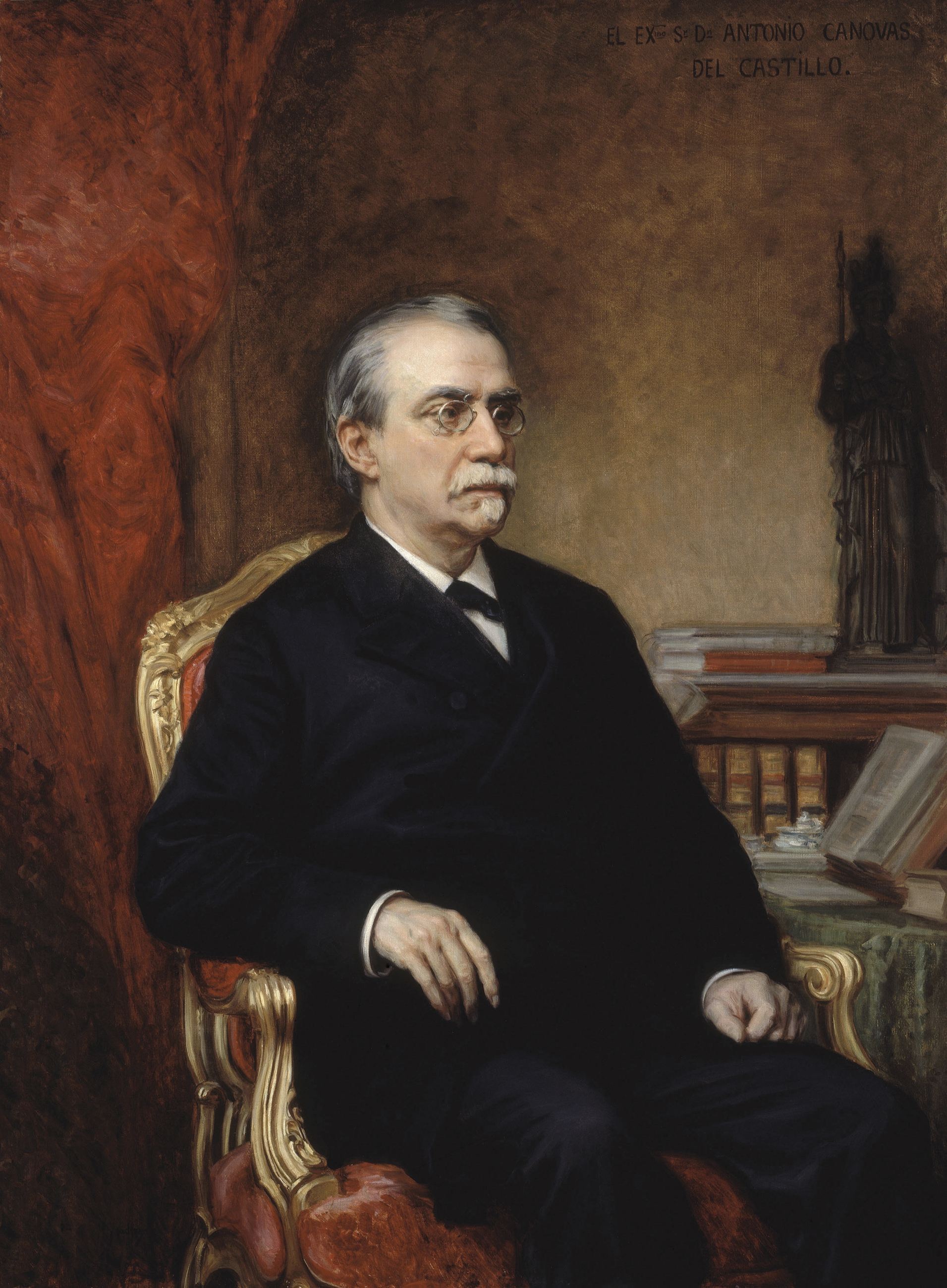
Retrato de Antonio Cánovas del Castillo, Ricardo de Madrazo, 1896. Óleo sobre lienzo, 131 x 96 cm. Palacio de las Cortes, Madrid.

El ducado de Cánovas del Castillo es un título nobiliario con grandeza de España que concedió la regente María Cristina, el 22 de julio de 1901, a Joaquina de Osma y Zavala, viuda de Antonio Cánovas del Castillo, fundador del Partido Conservador, artífice del sistema político de la Restauración y siete veces presidente del Consejo de Ministros como consecuencia del turnismo de inspiración británica que lo caracterizaba. Asesinado en 1897 por el anarquista Michele Angiolillo en el balneario de Santa Águeda, esta concesión venía a honrar la memoria de Cánovas, además de cumplir, en la persona de su viuda, con la tradición de otorgar títulos nobiliarios a quienes hubiesen presidido el gobierno de España.
Como la duquesa no tuvo hijos en matrimonio con el célebre político,(presuntamente tuvo un hijo no reconocido, fuera del matrimonio) heredó la dignidad su sobrino el duque de Arión, una sucesión no exenta de polémica por no tener el duque parentesco alguno con Cánovas, que en su momento cuestionó su hermano el senador Emilio Cánovas del Castillo y después sus descendientes. Con todo, el título se mantuvo en la casa de los duques de Arión hasta que el ix duque lo legó en su muerte a su hijo pequeño Fernando, marqués de Alboloduy, que desde 2016 es el actual duque de Cánovas.

## Historia
El asesinato de Cánovas del Castillo, que tuvo lugar el 8 de agosto de 1897, obligó a asumir la presidencia del gobierno al ministro de la Guerra, el general Azcárraga, y una de las primeras medidas de su gabinete fue proponer a la Reina Regente que se otorgase una distinción nobiliaria a su viuda, Joaquina de Osma y Zavala, en reconocimiento del legado político canovista y su destacada trayectoria personal. De esta manera, se le concedió el título de duquesa de Cánovas y la dignidad de grande de España por real decreto de 4 de septiembre, que se publicó en el siguiente número de la Gaceta de Madrid:

Teniendo en cuenta las razones expuestas por el Ministro de Gracia y Justicia, y de acuerdo con el parecer del Consejo de Ministros;
En nombre de Mi Augusto Hijo el Rey D. Alfonso XIII, y como Reina Regente del Reino.,
Vengo en decretar lo siguiente:

Artículo 1.° Se hace merced de Título el Reino, con la denominación de Duque de Cánovas del Castillo, con Grandeza de España, a favor de Doña Joaquina de Osma y Zavala, para sí y sus sucesores, autorizándola para designar éste si lo estimase conveniente.
Art. 2.° El Gobierno presentará a las Cortes el oportuno proyecto de ley a fin de que esta merced se en tienda libre de gastos.
Dado en San Sebastián á cuatro de septiembre de mil ochocientos noventa y siete.
MARÍA CRISTINA

En desarrollo del decreto, fue aprobada en las Cortes una ley ad hoc para eximir a la viuda de Cánovas del pago de impuestos por la concesión del título, que recibió la correspondiente sanción real el 28 de junio de 1898. Una vez cumplidos los trámites administrativos correspondientes, el 22 de julio de 1901 se expidió el real despacho que daba validez definitiva a la concesión, y aunque la duquesa había usado la merced desde 1897, es esta la fecha de creación que figura oficialmente.

## Duques de Cánovas del Castillo
|     | Titular                                   | Periodo    | Refs  |
| --- | ----------------------------------------- | ---------- | ----- |
| i   | Joaquina de Osma y Zavala                 | 1901-1901  |       |
| ii  | Joaquín Fernández de Córdoba y Osma       | 1909-1957  |       |
| iii | Gonzalo Fernández de Córdoba y Larios     | 1961-2013  | [ 8 ] |
| iv  | Fernando Fernández de Córdova y Hohenlohe | desde 2016 | [ 9 ] |

### Árbol genealógico
| Titulares Pretendientes |

|                                                                                               |                                                                                               |                                                                                               |                                                                                               |                                                                                                 |                                                                                                 |                                                                                                 |                                                                                                 |                                                                                                 |                                                                                                 |                                                                           |                                                                           | Joaquín de Osma, marqués de la Puente (1812-1896)                         | Joaquín de Osma, marqués de la Puente (1812-1896)                         | Joaquín de Osma, marqués de la Puente (1812-1896) | Joaquín de Osma, marqués de la Puente (1812-1896) | Joaquín de Osma, marqués de la Puente (1812-1896)            | Joaquín de Osma, marqués de la Puente (1812-1896)            |                                                              |                                                              |                                                              |                                                              |  |  |                                          |                                          |                                          |                                          | Antonio Cánovas García († 1843)          | Antonio Cánovas García († 1843)          | Antonio Cánovas García († 1843) | Antonio Cánovas García († 1843) | Antonio Cánovas García († 1843)                                                                     | Antonio Cánovas García († 1843)                                                                     | | | | |  |  |  |  |  |  |  |  |  |  |  |  |
|                                                                                               |                                                                                               |                                                                                               |                                                                                               |                                                                                                 |                                                                                                 |                                                                                                 |                                                                                                 |                                                                                                 |                                                                                                 |                                                                           |                                                                           | Joaquín de Osma, marqués de la Puente (1812-1896)                         | Joaquín de Osma, marqués de la Puente (1812-1896)                         | Joaquín de Osma, marqués de la Puente (1812-1896) | Joaquín de Osma, marqués de la Puente (1812-1896) | Joaquín de Osma, marqués de la Puente (1812-1896)            | Joaquín de Osma, marqués de la Puente (1812-1896)            |                                                              |                                                              |                                                              |                                                              |  |  |                                          |                                          |                                          |                                          | Antonio Cánovas García († 1843)          | Antonio Cánovas García († 1843)          | Antonio Cánovas García († 1843) | Antonio Cánovas García († 1843) | Antonio Cánovas García († 1843)                                                                     | Antonio Cánovas García († 1843)                                                                     | | | | |  |  |  |  |  |  |  |  |  |  |  |  |
|                                                                                               |                                                                                               |                                                                                               |                                                                                               |                                                                                                 |                                                                                                 |                                                                                                 |                                                                                                 |                                                                                                 |                                                                                                 |                                                                           |                                                                           |                                                                           |                                                                           |                                                   |                                                   |                                                              |                                                              |                                                              |                                                              |                                                              |                                                              |  |  |                                          |                                          |                                          |                                          |                                          |                                          |                                 |                                 | | | | | | |  |  |  |  |  |  |  |  |  |  |  |  |
| Fernando Fernández de Córdova, xiv marqués de Povar, luego vii duque de Arión (1845-1891)     | Fernando Fernández de Córdova, xiv marqués de Povar, luego vii duque de Arión (1845-1891)     | Fernando Fernández de Córdova, xiv marqués de Povar, luego vii duque de Arión (1845-1891)     | Fernando Fernández de Córdova, xiv marqués de Povar, luego vii duque de Arión (1845-1891)     | Fernando Fernández de Córdova, xiv marqués de Povar, luego vii duque de Arión (1845-1891)       | Fernando Fernández de Córdova, xiv marqués de Povar, luego vii duque de Arión (1845-1891)       |                                                                                                 |                                                                                                 | Blanca de Osma, marquesa de Povar (1847-1871)                                                   | Blanca de Osma, marquesa de Povar (1847-1871)                                                   | Blanca de Osma, marquesa de Povar (1847-1871)                             | Blanca de Osma, marquesa de Povar (1847-1871)                             | Blanca de Osma, marquesa de Povar (1847-1871)                             | Blanca de Osma, marquesa de Povar (1847-1871)                             |                                                   |                                                   | Joaquina de Osma, i duquesa de Cánovas del Castillo († 1901) | Joaquina de Osma, i duquesa de Cánovas del Castillo († 1901) | Joaquina de Osma, i duquesa de Cánovas del Castillo († 1901) | Joaquina de Osma, i duquesa de Cánovas del Castillo († 1901) | Joaquina de Osma, i duquesa de Cánovas del Castillo († 1901) | Joaquina de Osma, i duquesa de Cánovas del Castillo († 1901) |  |  | Antonio Cánovas del Castillo (1828-1897) | Antonio Cánovas del Castillo (1828-1897) | Antonio Cánovas del Castillo (1828-1897) | Antonio Cánovas del Castillo (1828-1897) | Antonio Cánovas del Castillo (1828-1897) | Antonio Cánovas del Castillo (1828-1897) |                                 |                                 | Emilio Cánovas del Castillo (1830-1910)                                                             | Emilio Cánovas del Castillo (1830-1910)                                                             | Emilio Cánovas del Castillo (1830-1910)                                                             | Emilio Cánovas del Castillo (1830-1910)                                                             | Emilio Cánovas del Castillo (1830-1910)                                                             | Emilio Cánovas del Castillo (1830-1910)                                                             |  |  |  |  |  |  |  |  |  |  |  |  |
| Fernando Fernández de Córdova, xiv marqués de Povar, luego vii duque de Arión (1845-1891)     | Fernando Fernández de Córdova, xiv marqués de Povar, luego vii duque de Arión (1845-1891)     | Fernando Fernández de Córdova, xiv marqués de Povar, luego vii duque de Arión (1845-1891)     | Fernando Fernández de Córdova, xiv marqués de Povar, luego vii duque de Arión (1845-1891)     | Fernando Fernández de Córdova, xiv marqués de Povar, luego vii duque de Arión (1845-1891)       | Fernando Fernández de Córdova, xiv marqués de Povar, luego vii duque de Arión (1845-1891)       |                                                                                                 |                                                                                                 | Blanca de Osma, marquesa de Povar (1847-1871)                                                   | Blanca de Osma, marquesa de Povar (1847-1871)                                                   | Blanca de Osma, marquesa de Povar (1847-1871)                             | Blanca de Osma, marquesa de Povar (1847-1871)                             | Blanca de Osma, marquesa de Povar (1847-1871)                             | Blanca de Osma, marquesa de Povar (1847-1871)                             |                                                   |                                                   | Joaquina de Osma, i duquesa de Cánovas del Castillo († 1901) | Joaquina de Osma, i duquesa de Cánovas del Castillo († 1901) | Joaquina de Osma, i duquesa de Cánovas del Castillo († 1901) | Joaquina de Osma, i duquesa de Cánovas del Castillo († 1901) | Joaquina de Osma, i duquesa de Cánovas del Castillo († 1901) | Joaquina de Osma, i duquesa de Cánovas del Castillo († 1901) |  |  | Antonio Cánovas del Castillo (1828-1897) | Antonio Cánovas del Castillo (1828-1897) | Antonio Cánovas del Castillo (1828-1897) | Antonio Cánovas del Castillo (1828-1897) | Antonio Cánovas del Castillo (1828-1897) | Antonio Cánovas del Castillo (1828-1897) |                                 |                                 | Emilio Cánovas del Castillo (1830-1910)                                                             | Emilio Cánovas del Castillo (1830-1910)                                                             | Emilio Cánovas del Castillo (1830-1910)                                                             | Emilio Cánovas del Castillo (1830-1910)                                                             | Emilio Cánovas del Castillo (1830-1910)                                                             | Emilio Cánovas del Castillo (1830-1910)                                                             |  |  |  |  |  |  |  |  |  |  |  |  |
|                                                                                               |                                                                                               |                                                                                               |                                                                                               |                                                                                                 |                                                                                                 |                                                                                                 |                                                                                                 |                                                                                                 |                                                                                                 |                                                                           |                                                                           |                                                                           |                                                                           |                                                   |                                                   |                                                              |                                                              |                                                              |                                                              |                                                              |                                                              |  |  |                                          |                                          |                                          |                                          |                                          |                                          |                                 |                                 | | | | | | |  |  |  |  |  |  |  |  |  |  |  |  |
|                                                                                               |                                                                                               |                                                                                               |                                                                                               | Joaquín Fernández de Córdova, viii duque de Arión, ii duque de Cánovas del Castillo (1870-1957) | Joaquín Fernández de Córdova, viii duque de Arión, ii duque de Cánovas del Castillo (1870-1957) | Joaquín Fernández de Córdova, viii duque de Arión, ii duque de Cánovas del Castillo (1870-1957) | Joaquín Fernández de Córdova, viii duque de Arión, ii duque de Cánovas del Castillo (1870-1957) | Joaquín Fernández de Córdova, viii duque de Arión, ii duque de Cánovas del Castillo (1870-1957) | Joaquín Fernández de Córdova, viii duque de Arión, ii duque de Cánovas del Castillo (1870-1957) |                                                                           |                                                                           |                                                                           |                                                                           |                                                   |                                                   |                                                              |                                                              |                                                              |                                                              |                                                              |                                                              |  |  |                                          |                                          |                                          |                                          |                                          |                                          |                                 |                                 | Máximo Cánovas del Castillo y Vallejo (1867-1930)                                                   | Máximo Cánovas del Castillo y Vallejo (1867-1930)                                                   | Máximo Cánovas del Castillo y Vallejo (1867-1930)                                                   | Máximo Cánovas del Castillo y Vallejo (1867-1930)                                                   | Máximo Cánovas del Castillo y Vallejo (1867-1930)                                                   | Máximo Cánovas del Castillo y Vallejo (1867-1930)                                                   |  |  |  |  |  |  |  |  |  |  |  |  |
|                                                                                               |                                                                                               |                                                                                               |                                                                                               | Joaquín Fernández de Córdova, viii duque de Arión, ii duque de Cánovas del Castillo (1870-1957) | Joaquín Fernández de Córdova, viii duque de Arión, ii duque de Cánovas del Castillo (1870-1957) | Joaquín Fernández de Córdova, viii duque de Arión, ii duque de Cánovas del Castillo (1870-1957) | Joaquín Fernández de Córdova, viii duque de Arión, ii duque de Cánovas del Castillo (1870-1957) | Joaquín Fernández de Córdova, viii duque de Arión, ii duque de Cánovas del Castillo (1870-1957) | Joaquín Fernández de Córdova, viii duque de Arión, ii duque de Cánovas del Castillo (1870-1957) |                                                                           |                                                                           |                                                                           |                                                                           |                                                   |                                                   |                                                              |                                                              |                                                              |                                                              |                                                              |                                                              |  |  |                                          |                                          |                                          |                                          |                                          |                                          |                                 |                                 | Máximo Cánovas del Castillo y Vallejo (1867-1930)                                                   | Máximo Cánovas del Castillo y Vallejo (1867-1930)                                                   | Máximo Cánovas del Castillo y Vallejo (1867-1930)                                                   | Máximo Cánovas del Castillo y Vallejo (1867-1930)                                                   | Máximo Cánovas del Castillo y Vallejo (1867-1930)                                                   | Máximo Cánovas del Castillo y Vallejo (1867-1930)                                                   |  |  |  |  |  |  |  |  |  |  |  |  |
|                                                                                               |                                                                                               |                                                                                               |                                                                                               | Fernando Fernández de Córdova, xv marqués de Povar (1906-1938)                                  | Fernando Fernández de Córdova, xv marqués de Povar (1906-1938)                                  | Fernando Fernández de Córdova, xv marqués de Povar (1906-1938)                                  | Fernando Fernández de Córdova, xv marqués de Povar (1906-1938)                                  | Fernando Fernández de Córdova, xv marqués de Povar (1906-1938)                                  | Fernando Fernández de Córdova, xv marqués de Povar (1906-1938)                                  |                                                                           |                                                                           |                                                                           |                                                                           |                                                   |                                                   |                                                              |                                                              |                                                              |                                                              |                                                              |                                                              |  |  |                                          |                                          |                                          |                                          |                                          |                                          |                                 |                                 | Juan Cánovas del Castillo y Couroneau (1889-1933)                                                   | Juan Cánovas del Castillo y Couroneau (1889-1933)                                                   | Juan Cánovas del Castillo y Couroneau (1889-1933)                                                   | Juan Cánovas del Castillo y Couroneau (1889-1933)                                                   | Juan Cánovas del Castillo y Couroneau (1889-1933)                                                   | Juan Cánovas del Castillo y Couroneau (1889-1933)                                                   |  |  |  |  |  |  |  |  |  |  |  |  |
|                                                                                               |                                                                                               |                                                                                               |                                                                                               | Fernando Fernández de Córdova, xv marqués de Povar (1906-1938)                                  | Fernando Fernández de Córdova, xv marqués de Povar (1906-1938)                                  | Fernando Fernández de Córdova, xv marqués de Povar (1906-1938)                                  | Fernando Fernández de Córdova, xv marqués de Povar (1906-1938)                                  | Fernando Fernández de Córdova, xv marqués de Povar (1906-1938)                                  | Fernando Fernández de Córdova, xv marqués de Povar (1906-1938)                                  |                                                                           |                                                                           |                                                                           |                                                                           |                                                   |                                                   |                                                              |                                                              |                                                              |                                                              |                                                              |                                                              |  |  |                                          |                                          |                                          |                                          |                                          |                                          |                                 |                                 | Juan Cánovas del Castillo y Couroneau (1889-1933)                                                   | Juan Cánovas del Castillo y Couroneau (1889-1933)                                                   | Juan Cánovas del Castillo y Couroneau (1889-1933)                                                   | Juan Cánovas del Castillo y Couroneau (1889-1933)                                                   | Juan Cánovas del Castillo y Couroneau (1889-1933)                                                   | Juan Cánovas del Castillo y Couroneau (1889-1933)                                                   |  |  |  |  |  |  |  |  |  |  |  |  |
|                                                                                               |                                                                                               |                                                                                               |                                                                                               | Gonzalo Fernández de Córdova, ix duque de Arión, iii duque de Cánovas del Castillo (1934-2013)  | Gonzalo Fernández de Córdova, ix duque de Arión, iii duque de Cánovas del Castillo (1934-2013)  | Gonzalo Fernández de Córdova, ix duque de Arión, iii duque de Cánovas del Castillo (1934-2013)  | Gonzalo Fernández de Córdova, ix duque de Arión, iii duque de Cánovas del Castillo (1934-2013)  | Gonzalo Fernández de Córdova, ix duque de Arión, iii duque de Cánovas del Castillo (1934-2013)  | Gonzalo Fernández de Córdova, ix duque de Arión, iii duque de Cánovas del Castillo (1934-2013)  |                                                                           |                                                                           |                                                                           |                                                                           |                                                   |                                                   |                                                              |                                                              |                                                              |                                                              |                                                              |                                                              |  |  |                                          |                                          |                                          |                                          |                                          |                                          |                                 |                                 | Juan Antonio Cánovas del Castillo y Fraile († 1998) Con sucesión en la familia Cánovas del Castillo | Juan Antonio Cánovas del Castillo y Fraile († 1998) Con sucesión en la familia Cánovas del Castillo | Juan Antonio Cánovas del Castillo y Fraile († 1998) Con sucesión en la familia Cánovas del Castillo | Juan Antonio Cánovas del Castillo y Fraile († 1998) Con sucesión en la familia Cánovas del Castillo | Juan Antonio Cánovas del Castillo y Fraile († 1998) Con sucesión en la familia Cánovas del Castillo | Juan Antonio Cánovas del Castillo y Fraile († 1998) Con sucesión en la familia Cánovas del Castillo |  |  |  |  |  |  |  |  |  |  |  |  |
|                                                                                               |                                                                                               |                                                                                               |                                                                                               | Gonzalo Fernández de Córdova, ix duque de Arión, iii duque de Cánovas del Castillo (1934-2013)  | Gonzalo Fernández de Córdova, ix duque de Arión, iii duque de Cánovas del Castillo (1934-2013)  | Gonzalo Fernández de Córdova, ix duque de Arión, iii duque de Cánovas del Castillo (1934-2013)  | Gonzalo Fernández de Córdova, ix duque de Arión, iii duque de Cánovas del Castillo (1934-2013)  | Gonzalo Fernández de Córdova, ix duque de Arión, iii duque de Cánovas del Castillo (1934-2013)  | Gonzalo Fernández de Córdova, ix duque de Arión, iii duque de Cánovas del Castillo (1934-2013)  |                                                                           |                                                                           |                                                                           |                                                                           |                                                   |                                                   |                                                              |                                                              |                                                              |                                                              |                                                              |                                                              |  |  |                                          |                                          |                                          |                                          |                                          |                                          |                                 |                                 | Juan Antonio Cánovas del Castillo y Fraile († 1998) Con sucesión en la familia Cánovas del Castillo | Juan Antonio Cánovas del Castillo y Fraile († 1998) Con sucesión en la familia Cánovas del Castillo | Juan Antonio Cánovas del Castillo y Fraile († 1998) Con sucesión en la familia Cánovas del Castillo | Juan Antonio Cánovas del Castillo y Fraile († 1998) Con sucesión en la familia Cánovas del Castillo | Juan Antonio Cánovas del Castillo y Fraile († 1998) Con sucesión en la familia Cánovas del Castillo | Juan Antonio Cánovas del Castillo y Fraile († 1998) Con sucesión en la familia Cánovas del Castillo |  |  |  |  |  |  |  |  |  |  |  |  |
|                                                                                               |                                                                                               |                                                                                               |                                                                                               |                                                                                                 |                                                                                                 |                                                                                                 |                                                                                                 |                                                                                                 |                                                                                                 |                                                                           |                                                                           |                                                                           |                                                                           |                                                   |                                                   |                                                              |                                                              |                                                              |                                                              |                                                              |                                                              |  |  |                                          |                                          |                                          |                                          |                                          |                                          |                                 |                                 | | | | | | |  |  |  |  |  |  |  |  |  |  |  |  |
| Joaquín Fernández de Córdova, x duque de Arión (n. 1960) Con sucesión en los duques de Arión. | Joaquín Fernández de Córdova, x duque de Arión (n. 1960) Con sucesión en los duques de Arión. | Joaquín Fernández de Córdova, x duque de Arión (n. 1960) Con sucesión en los duques de Arión. | Joaquín Fernández de Córdova, x duque de Arión (n. 1960) Con sucesión en los duques de Arión. | Joaquín Fernández de Córdova, x duque de Arión (n. 1960) Con sucesión en los duques de Arión.   | Joaquín Fernández de Córdova, x duque de Arión (n. 1960) Con sucesión en los duques de Arión.   |                                                                                                 |                                                                                                 | Fernando Fernández de Córdova, iv duque de Cánovas del Castillo (n. 1963)                       | Fernando Fernández de Córdova, iv duque de Cánovas del Castillo (n. 1963)                       | Fernando Fernández de Córdova, iv duque de Cánovas del Castillo (n. 1963) | Fernando Fernández de Córdova, iv duque de Cánovas del Castillo (n. 1963) | Fernando Fernández de Córdova, iv duque de Cánovas del Castillo (n. 1963) | Fernando Fernández de Córdova, iv duque de Cánovas del Castillo (n. 1963) |                                                   |                                                   |                                                              |                                                              |                                                              |                                                              |                                                              |                                                              |  |  |                                          |                                          |                                          |                                          |                                          |                                          |                                 |                                 | | | | | | |  |  |  |  |  |  |  |  |  |  |  |  |

## Historia de los duques de Cánovas del Castillo
- Joaquina de Osma y Zavala (fallecida el 16 de agosto de 1901), i duquesa de Cánovas del Castillo, hija del diplomático peruano Joaquín de Osma y Ramírez de Arellano y de Ana de Zavala y de la Puente, iii marquesa de la Puente y Sotomayor y i marquesa de la Puente, grande de España. Casó con Antonio Cánovas del Castillo, Presidente del Consejo de Ministros. Siendo ya viuda, Alfonso XIII la concedió el ducado de Cánovas del Castillo, en memoria de su esposo. Sin desdendientes directos, le sucedió el hijo de su hermana, Blanca de Osma y Zavala, que había casado con Fernando Fernández de Córdoba, vii duque de Arión, marqués de Povar y xi de Malpica, su sobrino  :

- Joaquín Fernando Fernández de Córdoba y Osma (1870-1957), ii duque de Cánovas del Castillo, viii duque de Arión, ii marqués de la Puente, v marqués de la Puente y Sotomayor, xi marqués de Mancera, ii marqués de Cubas, iv marqués de Griñón, xi marqués de Malpica, x marqués de Valero, xii marqués de Povar, ii marqués de Alboloduy, ii conde de Santa Isabel, y x conde de Berantevilla.

1. Casó con María de la Luz Mariátegui y Pérez de Barradas, iii marquesa de Bay. Le sucedió de su hijo Fernando (asesinado en marzo de 1938 ), xv marqués de Povar y de su esposa Natalia Larios, el hijo único de estos, su nieto:

- Gonzalo Fernández de Córdoba y Larios, iii duque de Cánovas del Castillo, ix duque de Arión, xii marqués de Mancera, xii marqués de Malpica, xi marqués de Valero, xiv marqués de Povar, iv marqués de Bay y iv marqués de Alboloduy, (rehabilitado en 1993).

1. Casó, en primeras nupcias con la princesa alemana, Beatriz de Hohenlohe-Langenburg e Iturbe, y posteriormente, tras su divorcio,
2. Casó, en segundas nupcias con María Reyes Mitjans Verea, marquesa de Ardales. Le sucedió su hijo:

- Fernando Fernández de Córdova y Hohenlohe, iv duque de Cánovas del Castillo.